# Euparkeria capensis
L'euparkeria (Euparkeria capensis Broom, 1913) è un rettile estinto, appartenente agli arcosauriformi. Visse nel Triassico medio (Anisico, circa 245 milioni di anni fa) e i suoi resti fossili sono stati ritrovati in Sudafrica. È considerato molto vicino all'origine degli arcosauri veri e propri.

## Descrizione
Questo animale era piuttosto piccolo, e non doveva superare il metro di lunghezza. Erano presenti file di piccoli elementi ossei (osteodermi) che correvano lungo la zona centrale del collo, del dorso e della coda. Quest'ultima era molto lunga, mentre il corpo era relativamente breve e compatto se raffrontato con quello di altri arcosauriformi primitivi. Il cranio era di grandi dimensioni, piuttosto alto e dotato di grandi finestre anteorbitali e temporali. Anche l'orbita era grande, e possedeva un notevole anello sclerotico. I denti mascellari e mandibolari erano ricurvi e compressi lateralmente, dal margine tagliente e seghettato, ben infissi negli alveoli. Erano inoltre presenti denti sul palato, caratteristica di molti anfibi e rettili primitivi. Gli arti posteriori erano robusti e slanciati, ed erano lunghi una volta e mezzo quelli anteriori. Era presente inoltre un'articolazione mesotarsale (ovvero tra un tarsale prossimale e quello distale), come nei dinosauri, e il piede con cinque dita era di forma simmetrica, con il terzo dito molto allungato.

### Scatola cranica
Uno studio di Gower e Weber (1998) ha messo in luce le caratteristiche della scatola cranica di Euparkeria, di notevole importanza in quanto questo animale potrebbe essere stato vicino all'origine dei veri arcosauri (e quindi molto simile agli arcosauri più primitivi). La regione otica è piuttosto espansa longitudinalmente rispetto a quella degli arcosauri, ed è molto stretta da lato a lato. Le pareti delle capsule non sono molto ossificate, in particolare quella interna. Le capsule otiche dei coccodrilli, invece, sono altamente ossificate e sembrano essere ben salde e fisse; questo tipo di organizzazione spaziale è necessaria per il senso dell'udito, che dipende da una topologia molto precisa. La scatola cranica di Euparkeria, inoltre, è dotata di varie protuberanze e flange che servivano all'inserzione di muscoli o tendini.
Euparkeria rappresenta bene uno stadio intermedio dell'evoluzione tra i tetrapodi basali e gli arcosauri. Nei tetrapodi basali, la scatola cranica (oltre a contenere il cervello) è una sorta di punto di ancoraggio per altre strutture craniche. In Euparkeria, invece, la scatola cranica non aveva necessità di essere in contatto con le ossa dermiche del cranio, e nemmeno di ancorare meccanicamente muscoli e tendini, che invece avevano soltanto punti d'appoggio. Queste caratteristiche potrebbero essere state determinanti per il rapido sviluppo degli arcosauri in varie direzioni durante il Triassico medio.

## Classificazione

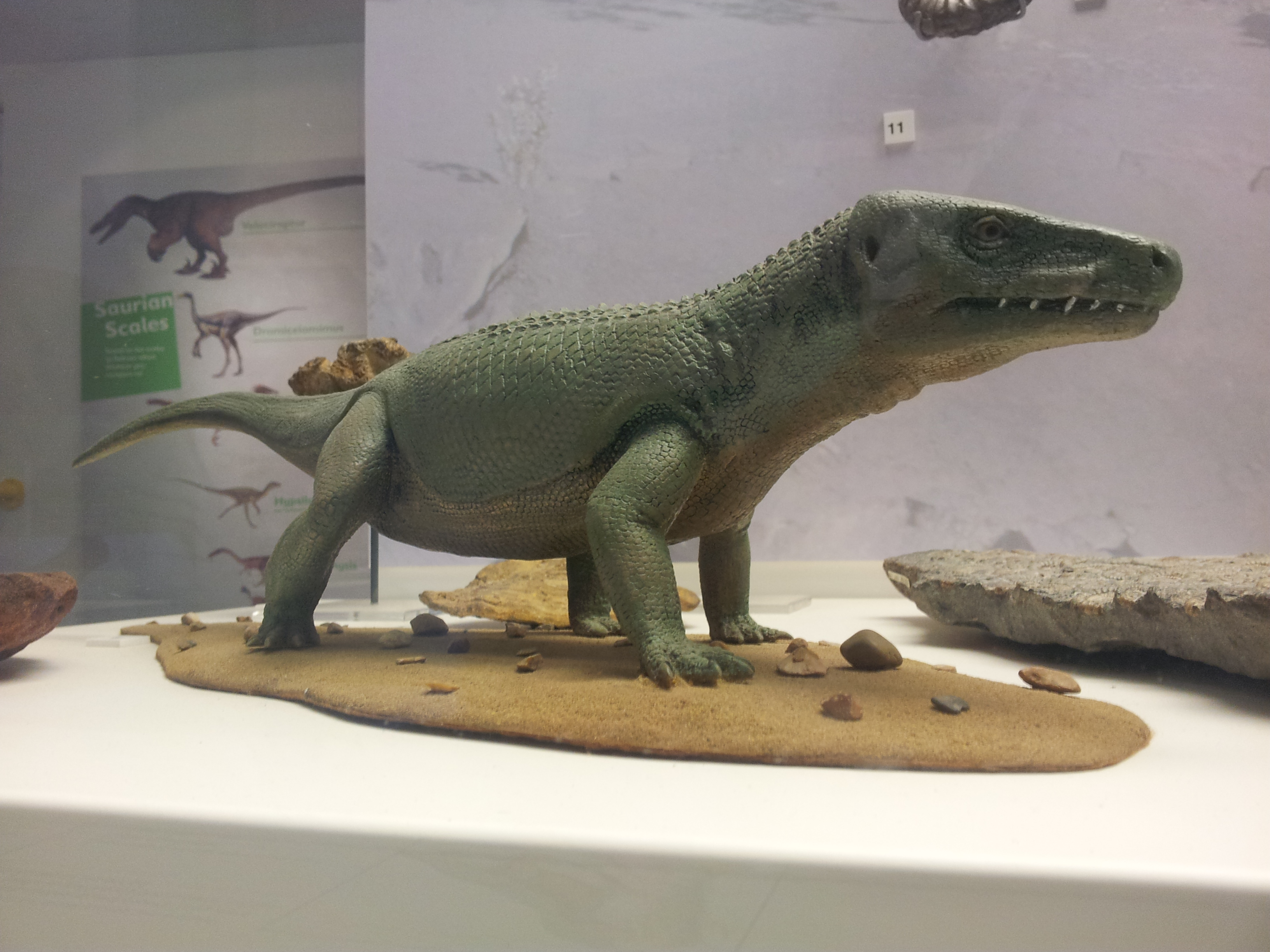
Ricostruzione museale di Euparkeria capensis

Euparkeria venne descritto per la prima volta da Robert Broom nel 1913, sulla base di resti fossili rinvenuti nella regione di Aliwal North, in Sudafrica, in terreni risalenti all'inizio del Triassico medio (Anisico). Nel 1920 il paleontologo tedesco Friedrich von Huene coniò il termine Euparkeriidae per accogliere Euparkeria e i suoi presunti stretti parenti; lo studioso classificò Euparkeria e gli euparkeriidi all'interno degli pseudosuchi (un nome che a quel tempo indicava gli stretti parenti dei coccodrilli vissuti nel Triassico). Analisi filogenetiche recenti, invece, hanno indicato che gli euparkeriidi siano un gruppo di arcosauriformi basali, al di fuori del clade Pseudosuchia e prossimi sia alla linea evolutiva di arcosauri simili a coccodrilli (crurotarsi) che a quella degli arcosauri affini ai dinosauri e agli uccelli (ornitodiri). In ogni caso, Euparkeria e i suoi stretti parenti non erano probabilmente diretti antenati di nessuna delle due linee. Altri possibili euparkeriidi sono Dorosuchus, Halazhaisuchus, Osmolskina e Wangisuchus.

## Paleobiologia

### Locomozione
Le zampe posteriori di Euparkeria erano piuttosto lunghe rispetto a quelle anteriori; ciò ha portato molti ricercatori a ipotizzare che questo animale camminasse almeno occasionalmente sulle sole zampe posteriori. Altri possibili adattamenti al bipedismo di Euparkeria includono le file di osteodermi, che potrebbero aver stabilizzato il dorso, e una lunga coda che potrebbe aver controbilanciato il resto del corpo. La paleontologa Rosalie Ewer, nel 1965, suggerì che Euparkeria potrebbe aver passato gran parte del suo tempo sulle quattro zampe, ma potrebbe essersi mosso sulle zampe posteriori durante la corsa. In ogni caso, gli adattamenti al bipedismo in Euparkeria non sono così evidenti come in altri arcosauriformi triassici (come i primi dinosauri e i poposauroidi); le zampe anteriori erano ancora relativamente lunghe e la testa era così grande che la coda potrebbe non essere stata efficace come contrappeso.
La posizione dei punti di ancoraggio dei muscoli sull'omero o sui femori suggerisce che Euparkeria non poteva tenere le sue zampe in una postura completamente eretta, al di sotto del corpo, ma piuttosto proiettate leggermente all'infuori, come negli odierni coccodrilli o in altri arcosauriformi quadrupedi del Triassico. Euparkeria possedeva una grande proiezione posteriore del calcagno, che potrebbe aver fornito una forte spinta alla caviglia durante la locomozione. Una proiezione del calcagno avrebbe garantito all'animale un movimento su quattro zampe simile alla "camminata alta" dei coccodrilli quando si muovono sulla terraferma (Sookias e Butler, 2013).

### Abitudini notturne
Alcuni esemplari di Euparkeria conservano anelli ossei nelle orbite, noti come anelli sclerotici, che nell'animale in vita proteggevano l'occhio. L'anello sclerotico di Euparkeria era molto simile a quello degli odierni uccelli e rettili notturni; ciò suggerisce che Euparkeria potrebbe aver avuto uno stile di vita adattato a condizioni di scarsa luce. Durante il Triassico inferiore il bacino del Karroo era a circa 65 gradi di latitudine sud, e ciò indica che Euparkeria doveva sperimentare lunghi periodi di oscurità nei mesi invernali (Schmitz e Motani, 2011).

## Possibile omeotermia
Uno studio sulla crescita ossea di Euparkeria ha indicato un alto tasso per questo animale, compatibile con quello degli animali omeotermi ("a sangue caldo"). È possibile quindi che Euparkeria e altri arcosauriforimi basali come Erythrosuchus fossero dotati di un sistema di controllo della temperatura corporea più simile a quello dei dinosauri che a quello delle lucertole (Legendre et al., 2013).